# Serie A 1988-1989
La Serie A 1988-1989 è stata l'87ª edizione della massima serie del campionato italiano di calcio (la 57ª a girone unico), disputata tra il 9 ottobre 1988 e il 25 giugno 1989 e conclusa con la vittoria dell'Inter, al suo tredicesimo titolo.
Capocannoniere del torneo è stato Aldo Serena (Inter) con 22 reti.

## Stagione

### Novità
Dopo ventuno anni a 16 squadre, da quest'edizione la Serie A tornò al formato a 18 squadre, poi mantenuto fino alla stagione 2004-2005, quando il numero fu portato a 20.

### Calciomercato

Con l'acquisto di Rijkaard (a sinistra, con i connazionali van Basten e Gullit), il campione uscente andò a completare il suo "trio dei tulipani".

Sul fronte dei trasferimenti da questa stagione ogni squadra poté tesserare un terzo giocatore d'oltre frontiera. Ne approfittò soprattutto il Milan campione in carica, che andò a riunire in rossonero il trio di fuoriclasse della nazionale olandese fresca campione continentale, affiancando a Gullit e van Basten il centrocampista Rijkaard, ingaggiato dagli spagnoli del Real Saragozza.
Anche il Napoli pescò nella Liga spagnola, prelevando il mediano brasiliano Alemão dall'Atlético Madrid; gli azzurri di Maradona attuarono un profondo rinnovamento della rosa culminato nell'allontanamento dei titolari Bagni, Garella e Giordano, di fatto capri espiatori per il cocente epilogo del precedente torneo che aveva negato ai campani un possibile secondo scudetto consecutivo, dato per certo fino a poche giornate dal termine.

Gli stranieri della nuova del tandem Zoff-Scirea: i neoacquisti Zavarov (primo sovietico in Serie A) e Barros, con Laudrup.

Ceduti Passarella, tornato in Argentina al River Plate, e Scifo ai francesi del Bordeaux, l'Inter fece suoi i nazionali tedeschi Matthäus e Brehme, entrambi provenienti dal Bayern Monaco; a completare il trio straniero giunse dalla Fiorentina la seconda punta Díaz, mentre in fatto di giovani, sempre dai viola arrivò in nerazzurro il promettente Berti, centrocampista dallo spiccato senso del gol, e dal Cesena l'ala destra Bianchi.
La Juventus voltò pagina: in panchina si sedettero Dino Zoff insieme al suo vice, l'amico Gaetano Scirea, ritiratosi dall'attività agonistica al termine della stagione precedente, per dare vita a una coppia di tecnici che piacque a critica e tifosi; rispedito il deludente Rush a Liverpool, la Vecchia Signora optò per il basso profilo ridisegnando il proprio reparto avanzato con due mezzepunte, il portoghese Rui Barros e uno dei maggiori spunti d'interesse dell'annata, Zavarov, primo calciatore sovietico nella storia del campionato italiano.
La Fiorentina si assicurò dal Como, via Milan, il prestito dell'emergente centravanti Borgonovo, il quale con Roberto Baggio andò a formare la cosiddetta B2, una ben assortita coppia d'attacco; dai corregionali del Pisa i gigliati prelevarono inoltre il giovane regista brasiliano Dunga. Anche la Roma si rinforzò in avanti, acquistando dal Cesena la giovane punta Rizzitelli.
Cambiamenti notevoli si verificarono sul fronte delle bandiere: Altobelli, dopo undici stagioni disputate con la maglia nerazzurra, passò alla Juventus tentando di replicare l'operazione-Boninsegna di dieci anni prima, ma stavolta la cosa non diede i frutti sperati dai bianconeri; il tre volte capocannoniere Pruzzo, dopo dieci campionati a Roma, si avviò invece a chiudere la carriera a Firenze.

I nuovi acquisti dell' per la rincorsa allo scudetto: Matthäus, Brehme, Berti, Bianchi e Díaz.

Tra i tanti stranieri che arrivarono in Italia, tra i più conosciuti ci furono l'uruguaiano Rubén Sosa accasatosi alla Lazio, l'argentino Caniggia al Verona e il brasiliano Portaluppi alla Roma. Tra quelli di secondo piano si segnalarono invece Tita al Pescara, Milton al Como, Demol e Aaltonen al Bologna, Severeyns e Been al Pisa, Vincze al Lecce, Skoro Müller ed Edu al Torino, e la coppia Cvetković-Arslanović all'Ascoli.

### Avvenimenti

#### Girone di andata
A un anno dal trionfo del Milan, fece il suo ritorno al successo l'altra compagine meneghina, l'Inter. A nove anni dal suo precedente scudetto, la squadra nerazzurra disputò un campionato eccezionale, battendo record su record e andando a vincere agevolmente uno dei tornei più a senso unico della storia: la Beneamata conquistò 58 dei 68 punti disponibili, e delle diciassette avversarie ben dieci furono sconfitte sia all'andata sia al ritorno, solo quattro riuscirono a strappare un punto (Napoli, Milan, Verona e Atalanta), solo due riuscirono a battere i nerazzurri (Torino e Fiorentina) e soltanto la Juventus riuscì a rimanere imbattuta pareggiando entrambe le gare di campionato.

L'interista Serena – migliore marcatore del torneo con 22 gol – segna la rete che decide il derby milanese dell'11 dicembre 1988.

Il torneo, ritornato dopo ventuno anni da 16 a 18 squadre, e con quattro retrocessioni, vide la partenza slittare al 9 ottobre 1988 a causa della concomitanza con i Giochi Olimpici di Seul terminati una settimana prima. All'avvio si presentarono da grandi favorite il rinnovato Napoli di Ottavio Bianchi e il Milan campione uscente, ma si capì ben presto che quello sarebbe stato l'anno dell'Inter di Giovanni Trapattoni. I nerazzurri, infatti, volarono già in testa solitari alla quinta giornata, distanziando i concittadini di 1 punto e la Sampdoria di 2.
Nelle giornate successive il Milan, impegnato anche in un favorevole cammino in Europa, accusò un brusco rallentamento: l'11 dicembre, la sconfitta nel derby meneghino infranse il sogno dei rossoneri di bissare il titolo. L'Inter mantenne un ritmo impressionante e soltanto il Napoli, traghettato da Maradona, riuscì a seguirne la scia, a 3 punti di distacco. La situazione non cambiò il 15 gennaio 1989, dopo lo scontro diretto del San Paolo, sicché il 5 febbraio la squadra di Trapattoni fu simbolicamente campione d'inverno con un turno di anticipo, nonostante la domenica successiva, la rocambolesca sconfitta di Firenze per 4-3 permise al Napoli di ridurre il distacco a –1.

#### Girone di ritorno
(Giuseppe Dossena, centrocampista della Sampdoria.)

La B2 Baggio-Borgonovo, prolifica coppia d'attacco della Fiorentina con, rispettivamente, 15 e 14 centri.

Il succitato passo falso di Firenze, in realtà, sarà l'unico brivido stagionale per i nerazzurri, che vinsero tutte le prime otto gare del girone di ritorno e allungarono nettamente sui partenopei; il 9 aprile i punti di vantaggio tra prima e seconda classificata furono 7. Nelle successive giornate l'Inter si limitò a gestire la situazione e, vincendo per 2-1 lo scontro diretto del 28 maggio a Milano grazie a una punizione del tedesco Matthäus, conquistò matematicamente il suo tredicesimo titolo, il più agevole, incoronando il bomber Serena, con 22 gol, quale capocannoniere del torneo. Fu uno scudetto dei record per via dei vari primati conseguiti dai nerazzurri: su tutti, mai nessuna squadra sarebbe più riuscita a toccare quota 58 nell'era dei due punti a vittoria.
Buon campionato quello della neopromossa Atalanta che concluse in zona UEFA; l'accesso a questa competizione risultò decisamente ampio in questa stagione, sia per il successo del Milan in Coppa Campioni sia per la finale di Coppa Italia tra Napoli e Sampdoria, eventi che individuarono nel settimo gradino della graduatoria il termine ultimo per l'accesso alle coppe europee. In tale contesto la Roma agganciò all'ultima giornata la Fiorentina sconfitta a San Siro, ma le speranze dei capitolini furono spazzate via nello spareggio disputato a Perugia il 30 giugno, quando i toscani li respinsero all'ottavo posto grazie a un gol dell'ex bomber giallorosso Pruzzo.

La festa nerazzurra per il proprio scudetto dei record

In coda, oltre al Como e al Pisa condannati da tempo, retrocessero il Pescara e, clamorosamente, il blasonato Torino, di ritorno tra i cadetti dopo trent'anni: a condannare i granata fu la sconfitta nell'ultima giornata di campionato contro il neopromosso Lecce, che così ottenne la salvezza e il nono posto, miglior piazzamento di sempre del club salentino.
Il Bologna, al ritorno in massima serie dopo sei anni di assenza, ottenne la salvezza al penultimo turno, mentre Cesena, Ascoli, Lazio e Verona dovettero attendere la giornata conclusiva: i marchigiani, ultimi a metà campionato, furono protagonisti di una notevole rimonta nel girone di ritorno e raggiunsero la permanenza in massima serie pareggiando proprio con i laziali; quanto ai veneti, a invischiarli nella parte bassa della classifica fu una lunga serie di pareggi, sufficienti comunque per evitare il declassamento.

#### I fatti di Ascoli Piceno, Milano e Firenze
Il campionato fu, altresì, segnato da eventi luttuosi. Il 9 ottobre 1988, nel dopopartita di Ascoli-Inter, il pullman di un gruppo di skinhead nerazzurri fu fatto transitare sotto la curva casalinga dello stadio. Ne scaturì una grave colluttazione in cui il supporter bianconero Nazzareno Filippini venne violentemente percosso, morendo dopo tre settimane. Il fatto destò scalpore e la Lega Nazionale Professionisti fu indotta, in accordo con le forze dell'ordine, a predisporre una serie di accorgimenti per limitare il rischio di scontri tra le tifoserie, inasprendo i controlli all'ingresso ed eliminando i settori misti da tutti gli stadi.
Da ricordare anche le tristi vicende del giugno 1989: il 4, a Milano, prima di Milan-Roma, morì il tifoso giallorosso Antonio De Falchi, per arresto cardiaco, causato dal tentativo di fuga dall'assalto di alcuni ultras rossoneri; il 18, invece, il treno che trasportava i tifosi del Bologna verso Firenze venne colpito da una sassaiola nonché dal lancio di una bottiglia Molotov, che, esplodendo nella carrozza, ferì gravemente il quattordicenne Ivan Dall'Olio.

## Squadre partecipanti
| Club       | Stagione | Città         | Stadio                                                | Stagione precedente           |
| ---------- | -------- | ------------- | ----------------------------------------------------- | ----------------------------- |
| Ascoli     | dettagli | Ascoli Piceno | Stadio Cino e Lillo Del Duca                          | 12º posto in Serie A          |
| Atalanta   | dettagli | Bergamo       | Stadio Comunale                                       | 4º posto in Serie B, promosso |
| Bologna    | dettagli | Bologna       | Stadio Renato Dall'Ara                                | 1º posto in Serie B, promosso |
| Cesena     | dettagli | Cesena        | Stadio Dino Manuzzi                                   | 9º posto in Serie A           |
| Como       | dettagli | Como          | Stadio Giuseppe Sinigaglia                            | 10º posto in Serie A          |
| Fiorentina | dettagli | Firenze       | Stadio Comunale                                       | 8º posto in Serie A           |
| Inter      | dettagli | Milano        | Stadio Giuseppe Meazza                                | 5º posto in Serie A           |
| Juventus   | dettagli | Torino        | Stadio Comunale Vittorio Pozzo                        | 6º posto in Serie A           |
| Lazio      | dettagli | Roma          | Stadio Olimpico, Stadio Flaminio (33ª giornata)       | 3º posto in Serie B, promosso |
| Lecce      | dettagli | Lecce         | Stadio Via del Mare                                   | 2º posto in Serie B, promosso |
| Milan      | dettagli | Milano        | Stadio Giuseppe Meazza                                | 1º posto in Serie A           |
| Napoli     | dettagli | Napoli        | Stadio San Paolo                                      | 2º posto in Serie A           |
| Pescara    | dettagli | Pescara       | Stadio Adriatico                                      | 14º posto in Serie A          |
| Pisa       | dettagli | Pisa          | Stadio Arena Garibaldi                                | 13º posto in Serie A          |
| Roma       | dettagli | Roma          | Stadio Olimpico, Stadio Flaminio (32ª e 34ª giornata) | 3º posto in Serie A           |
| Sampdoria  | dettagli | Genova        | Stadio Luigi Ferraris                                 | 4º posto in Serie A           |
| Torino     | dettagli | Torino        | Stadio Comunale Vittorio Pozzo                        | 7º posto in Serie A           |
| Verona     | dettagli | Verona        | Stadio Marcantonio Bentegodi                          | 11º posto in Serie A          |

## Allenatori e primatisti
| Squadra    | Allenatore | Calciatore più presente                     | Cannoniere              |
| ---------- | --- | ------------------------------------------- | ----------------------- |
| Ascoli     | Ilario Castagner (1ª-10ª) Eugenio Bersellini (11ª-34ª) | Andrea Pazzagli (34)                        | Bruno Giordano (10)     |
| Atalanta   | Emiliano Mondonico | Eligio Nicolini (31)                        | Evair (10)              |
| Bologna    | Luigi Maifredi | Marco Antonio De Marchi, Eraldo Pecci (32)  | Lorenzo Marronaro (5)   |
| Cesena     | Alberto Bigon | Roberto Bordin, Sebastiano Rossi (33)       | Massimo Agostini (11)   |
| Como       | Rino Marchesi (1ª-24ª) Angelo Pereni (25ª-34ª) | Milton, Marco Simone (34)                   | Marco Simone (6)        |
| Fiorentina | Sergio Santarini e Sven-Göran Eriksson (D.T.) | Enrico Cucchi (32)                          | Roberto Baggio (15)     |
| Inter      | Giovanni Trapattoni | Ramón Díaz, Walter Zenga (33)               | Aldo Serena (22)        |
| Juventus   | Dino Zoff | Giancarlo Marocchi, Stefano Tacconi (34)    | Rui Barros (12)         |
| Lazio      | Giuseppe Materazzi | Rubén Sosa (33)                             | Rubén Sosa (8)          |
| Lecce      | Carlo Mazzone | Giuliano Terraneo (34)                      | Pedro Pasculli (7)      |
| Milan      | Arrigo Sacchi | Franco Baresi, Marco van Basten (33)        | Marco van Basten (19)   |
| Napoli     | Ottavio Bianchi | Giancarlo Corradini, Giuliano Giuliani (32) | Careca (19)             |
| Pescara    | Giovanni Galeone | Júnior (34)                                 | Tita (9)                |
| Pisa       | Bruno Bolchi (1ª-21ª) Luca Giannini (22ª-25ª) Lamberto Giorgis (26ª-34ª) | Antonio Cavallo, Daniele Bernazzani (31)    | Giuseppe Incocciati (7) |
| Roma       | Angelo Benedicto Sormani e Nils Liedholm (D.T.) (1ª-18ª) Luciano Spinosi e Giuseppe Luciano Lupi (D.T.) (19ª-22ª) Angelo Benedicto Sormani e Nils Liedholm (D.T.) (23ª-34ª) | Giuseppe Giannini, Sebastiano Nela (32)     | Rudi Völler (10)        |
| Sampdoria  | Narciso Pezzotti e Vujadin Boškov (D.T.) | Giuseppe Dossena (34)                       | Gianluca Vialli (14)    |
| Torino     | Luigi Radice (1ª-9ª) Claudio Sala (10ª-29ª) Sergio Vatta (30ª-34ª) | Ezio Rossi (34)                             | Müller (11)             |
| Verona     | Osvaldo Bagnoli | Giovanni Cervone, Giuseppe Volpecina (34)   | Marco Pacione (5)       |

## Classifica finale
|        | Pos. | Squadra    | Pt | G  | V  | N  | P  | GF | GS | DR  |
| ------ | ---- | ---------- | -- | -- | -- | -- | -- | -- | -- | --- |
|        | 1.   | Inter      | 58 | 34 | 26 | 6  | 2  | 67 | 19 | +48 |
|        | 2.   | Napoli     | 47 | 34 | 18 | 11 | 5  | 57 | 28 | +29 |
| [ 13 ] | 3.   | Milan      | 46 | 34 | 16 | 14 | 4  | 61 | 25 | +36 |
|        | 4.   | Juventus   | 43 | 34 | 15 | 13 | 6  | 51 | 36 | +15 |
| [ 14 ] | 5.   | Sampdoria  | 39 | 34 | 14 | 11 | 9  | 43 | 25 | +18 |
|        | 6.   | Atalanta   | 36 | 34 | 11 | 14 | 9  | 37 | 32 | +5  |
|        | 7.   | Fiorentina | 34 | 34 | 12 | 10 | 12 | 44 | 43 | +1  |
|        | 8.   | Roma       | 34 | 34 | 11 | 12 | 11 | 33 | 40 | -7  |
|        | 9.   | Lecce      | 31 | 34 | 8  | 15 | 11 | 25 | 35 | -10 |
|        | 10.  | Cesena     | 29 | 34 | 8  | 13 | 13 | 24 | 39 | -15 |
|        | 11.  | Lazio      | 29 | 34 | 5  | 19 | 10 | 23 | 32 | -9  |
|        | 12.  | Ascoli     | 29 | 34 | 9  | 11 | 14 | 30 | 41 | -11 |
|        | 13.  | Bologna    | 29 | 34 | 8  | 13 | 13 | 26 | 43 | -17 |
|        | 14.  | Verona     | 29 | 34 | 5  | 19 | 10 | 18 | 27 | -9  |
|        | 15.  | Pescara    | 27 | 34 | 5  | 17 | 12 | 28 | 43 | -15 |
|        | 16.  | Torino     | 27 | 34 | 8  | 11 | 15 | 37 | 49 | -12 |
|        | 17.  | Pisa       | 23 | 34 | 6  | 11 | 17 | 17 | 39 | -22 |
|        | 18.  | Como       | 22 | 34 | 6  | 10 | 18 | 24 | 49 | -25 |

Legenda:
      Campione d'Italia e qualificata in Coppa dei Campioni 1989-1990.
      Qualificata in Coppa dei Campioni 1989-1990.
      Qualificate in Coppa UEFA 1989-1990.
      Qualificata in Coppa delle Coppe 1989-1990.
      Retrocesse in Serie B 1989-1990.
Regolamento:
Due punti a vittoria, uno a pareggio, zero a sconfitta.
A parità di punti valeva la classifica avulsa, eccetto per l'assegnazione dello scudetto, dei posti salvezza-retrocessione e qualificazione-esclusione dalla Coppa UEFA per i quali era previsto uno spareggio.
Note:
La Fiorentina, a pari merito con la Roma, ha ottenuto il settimo posto dopo spareggio con la formazione della capitale.

### Squadra campione
| Formazione tipo | Giocatori (presenze)     |
| --- | ------------------------ |
| Zenga Baresi Bergomi Ferri Brehme Bianchi Matthäus Matteoli Berti Díaz Serena | Walter Zenga (33)        |
| Zenga Baresi Bergomi Ferri Brehme Bianchi Matthäus Matteoli Berti Díaz Serena | Giuseppe Baresi (32)     |
| Zenga Baresi Bergomi Ferri Brehme Bianchi Matthäus Matteoli Berti Díaz Serena | Giuseppe Bergomi (32)    |
| Zenga Baresi Bergomi Ferri Brehme Bianchi Matthäus Matteoli Berti Díaz Serena | Riccardo Ferri (31)      |
| Zenga Baresi Bergomi Ferri Brehme Bianchi Matthäus Matteoli Berti Díaz Serena | Andreas Brehme (31)      |
| Zenga Baresi Bergomi Ferri Brehme Bianchi Matthäus Matteoli Berti Díaz Serena | Alessandro Bianchi (31)  |
| Zenga Baresi Bergomi Ferri Brehme Bianchi Matthäus Matteoli Berti Díaz Serena | Lothar Matthäus (32)     |
| Zenga Baresi Bergomi Ferri Brehme Bianchi Matthäus Matteoli Berti Díaz Serena | Gianfranco Matteoli (32) |
| Zenga Baresi Bergomi Ferri Brehme Bianchi Matthäus Matteoli Berti Díaz Serena | Nicola Berti (32)        |
| Zenga Baresi Bergomi Ferri Brehme Bianchi Matthäus Matteoli Berti Díaz Serena | Ramón Díaz (33)          |
| Zenga Baresi Bergomi Ferri Brehme Bianchi Matthäus Matteoli Berti Díaz Serena | Aldo Serena (32)         |
| Altri giocatori: Andrea Mandorlini (26), Corrado Verdelli (20), Pietro Fanna (13), Dario Morello (10), Romano Galvani (3), Astutillo Malgioglio (1), Alberto Rivolta (1), Pasquale Domenico Rocco (1). |                          |

## Risultati

### Tabellone
|            | ASC  | ATA  | BOL  | CES  | COM  | FIO  | INT  | JUV  | LAZ  | LEC  | MIL  | NAP  | PES  | PIS  | ROM  | SAM  | TOR  | VER  |
| ---------- | ---- | ---- | ---- | ---- | ---- | ---- | ---- | ---- | ---- | ---- | ---- | ---- | ---- | ---- | ---- | ---- | ---- | ---- |
| Ascoli     | –––– | 3-1  | 1-0  | 1-1  | 2-0  | 1-1  | 1-3  | 1-1  | 0-0  | 1-1  | 0-2  | 2-0  | 0-1  | 0-1  | 0-3  | 2-2  | 1-0  | 3-0  |
| Atalanta   | 1-0  | –––– | 2-0  | 5-1  | 1-1  | 0-1  | 1-1  | 0-0  | 3-1  | 0-0  | 1-2  | 1-1  | 0-0  | 1-0  | 2-2  | 1-0  | 1-0  | 2-2  |
| Bologna    | 1-0  | 1-1  | –––– | 2-2  | 1-0  | 1-0  | 0-6  | 3-4  | 0-0  | 2-1  | 1-4  | 1-1  | 1-0  | 1-0  | 0-1  | 0-0  | 2-0  | 0-0  |
| Cesena     | 2-1  | 0-0  | 2-0  | –––– | 1-0  | 0-3  | 1-2  | 1-2  | 0-0  | 3-2  | 1-0  | 0-1  | 1-0  | 1-0  | 1-1  | 0-0  | 3-2  | 0-0  |
| Como       | 0-1  | 1-0  | 1-0  | 0-0  | –––– | 3-2  | 1-2  | 0-3  | 2-1  | 2-1  | 1-1  | 0-1  | 1-0  | 1-1  | 0-1  | 0-2  | 2-3  | 1-1  |
| Fiorentina | 2-1  | 1-1  | 0-0  | 4-1  | 3-1  | –––– | 4-3  | 2-1  | 3-0  | 1-1  | 0-2  | 1-3  | 3-2  | 3-0  | 2-2  | 0-2  | 2-1  | 1-1  |
| Inter      | 3-1  | 4-2  | 1-0  | 1-0  | 4-0  | 2-0  | –––– | 1-1  | 1-0  | 2-0  | 0-0  | 2-1  | 2-1  | 4-1  | 2-0  | 1-0  | 2-0  | 1-0  |
| Juventus   | 2-0  | 0-1  | 2-0  | 2-2  | 0-0  | 1-1  | 1-1  | –––– | 4-2  | 1-0  | 0-0  | 3-5  | 1-1  | 3-1  | 2-1  | 0-0  | 1-0  | 3-0  |
| Lazio      | 0-0  | 0-1  | 0-0  | 0-0  | 1-1  | 1-0  | 1-3  | 0-0  | –––– | 0-0  | 1-1  | 1-1  | 2-2  | 1-0  | 1-0  | 1-0  | 1-1  | 3-1  |
| Lecce      | 1-2  | 2-1  | 1-1  | 0-0  | 0-0  | 0-0  | 0-3  | 2-0  | 1-0  | –––– | 1-1  | 1-0  | 1-0  | 1-0  | 0-0  | 1-0  | 3-1  | 0-0  |
| Milan      | 5-1  | 1-2  | 1-1  | 0-0  | 4-0  | 4-0  | 0-1  | 4-0  | 0-0  | 2-0  | –––– | 0-0  | 6-1  | 0-0  | 4-1  | 0-0  | 2-1  | 1-1  |
| Napoli     | 4-1  | 1-0  | 3-1  | 1-0  | 3-2  | 2-0  | 0-0  | 2-4  | 1-1  | 4-0  | 4-1  | –––– | 8-2  | 0-0  | 1-1  | 1-1  | 4-1  | 1-0  |
| Pescara    | 0-0  | 1-1  | 3-1  | 3-0  | 1-1  | 0-0  | 0-2  | 0-0  | 0-0  | 1-1  | 1-3  | 0-0  | –––– | 0-0  | 3-1  | 0-1  | 2-0  | 0-0  |
| Pisa       | 0-0  | 0-1  | 0-2  | 1-0  | 3-1  | 0-0  | 0-3  | 1-4  | 1-1  | 1-1  | 0-2  | 0-1  | 1-1  | –––– | 1-0  | 1-1  | 1-0  | 1-0  |
| Roma       | 1-1  | 2-1  | 1-1  | 1-0  | 1-0  | 2-1  | 0-3  | 1-3  | 0-0  | 1-1  | 1-3  | 1-0  | 0-0  | 2-1  | –––– | 1-0  | 1-3  | 0-0  |
| Sampdoria  | 1-0  | 1-1  | 4-1  | 2-0  | 2-0  | 1-2  | 0-1  | 1-2  | 1-0  | 3-0  | 1-1  | 0-0  | 4-1  | 2-0  | 0-2  | –––– | 5-1  | 2-1  |
| Torino     | 1-1  | 1-1  | 1-1  | 2-0  | 2-1  | 1-0  | 2-0  | 0-0  | 4-3  | 0-0  | 2-2  | 0-1  | 1-1  | 0-0  | 3-1  | 2-3  | –––– | 1-1  |
| Verona     | 0-1  | 1-0  | 0-0  | 0-0  | 0-0  | 2-1  | 0-0  | 2-0  | 0-0  | 2-1  | 1-2  | 0-1  | 0-0  | 1-0  | 0-0  | 1-1  | 0-0  | –––– |

### Calendario
| andata (1ª) | andata (1ª) | 1ª giornata      | ritorno (18ª) | ritorno (18ª) |
|             |             |                  |               |               |
| 9 ott.      | 1-3         | Ascoli-Inter     | 1-3           | 19 feb.       |
| 9 ott.      | 0-0         | Cesena-Lazio     | 0-0           | 19 feb.       |
| 9 ott.      | 0-3         | Como-Juventus    | 0-0           | 19 feb.       |
| 9 ott.      | 4-0         | Milan-Fiorentina | 2-0           | 19 feb.       |
| 9 ott.      | 1-0         | Napoli-Atalanta  | 1-1           | 19 feb.       |
| 9 ott.      | 0-2         | Pisa-Bologna     | 0-1           | 19 feb.       |
| 9 ott.      | 0-0         | Pescara-Roma     | 3-1           | 19 feb.       |
| 9 ott.      | 2-3         | Torino-Sampdoria | 1-5           | 19 feb.       |
| 9 ott.      | 2-1         | Verona-Lecce     | 0-0           | 19 feb.       |

| andata (2ª) | andata (2ª) | 2ª giornata       | ritorno (19ª) | ritorno (19ª) |
|             |             |                   |               |               |
| 16 ott.     | 2-2         | Atalanta-Verona   | 0-1           | 26 feb.       |
| 16 ott.     | 0-1         | Bologna-Roma      | 1-1           | 26 feb.       |
| 16 ott.     | 2-1         | Fiorentina-Ascoli | 1-1           | 26 feb.       |
| 16 ott.     | 4-1         | Inter-Pisa        | 3-0           | 26 feb.       |
| 16 ott.     | 2-2         | Juventus-Cesena   | 2-1           | 26 feb.       |
| 16 ott.     | 1-1         | Lazio-Torino      | 3-4           | 26 feb.       |
| 16 ott.     | 1-0         | Lecce-Napoli      | 0-4           | 26 feb.       |
| 16 ott.     | 1-3         | Pescara-Milan     | 1-6           | 26 feb.       |
| 16 ott.     | 2-0         | Sampdoria-Como    | 2-0           | 26 feb.       |

| andata (1ª) | andata (1ª) | 1ª giornata      | ritorno (18ª) | ritorno (18ª) |
|             |             |                  |               |               |
| 9 ott.      | 1-3         | Ascoli-Inter     | 1-3           | 19 feb.       |
| 9 ott.      | 0-0         | Cesena-Lazio     | 0-0           | 19 feb.       |
| 9 ott.      | 0-3         | Como-Juventus    | 0-0           | 19 feb.       |
| 9 ott.      | 4-0         | Milan-Fiorentina | 2-0           | 19 feb.       |
| 9 ott.      | 1-0         | Napoli-Atalanta  | 1-1           | 19 feb.       |
| 9 ott.      | 0-2         | Pisa-Bologna     | 0-1           | 19 feb.       |
| 9 ott.      | 0-0         | Pescara-Roma     | 3-1           | 19 feb.       |
| 9 ott.      | 2-3         | Torino-Sampdoria | 1-5           | 19 feb.       |
| 9 ott.      | 2-1         | Verona-Lecce     | 0-0           | 19 feb.       |

| andata (2ª) | andata (2ª) | 2ª giornata       | ritorno (19ª) | ritorno (19ª) |
|             |             |                   |               |               |
| 16 ott.     | 2-2         | Atalanta-Verona   | 0-1           | 26 feb.       |
| 16 ott.     | 0-1         | Bologna-Roma      | 1-1           | 26 feb.       |
| 16 ott.     | 2-1         | Fiorentina-Ascoli | 1-1           | 26 feb.       |
| 16 ott.     | 4-1         | Inter-Pisa        | 3-0           | 26 feb.       |
| 16 ott.     | 2-2         | Juventus-Cesena   | 2-1           | 26 feb.       |
| 16 ott.     | 1-1         | Lazio-Torino      | 3-4           | 26 feb.       |
| 16 ott.     | 1-0         | Lecce-Napoli      | 0-4           | 26 feb.       |
| 16 ott.     | 1-3         | Pescara-Milan     | 1-6           | 26 feb.       |
| 16 ott.     | 2-0         | Sampdoria-Como    | 2-0           | 26 feb.       |

| andata (3ª) | andata (3ª) | 3ª giornata       | ritorno (20ª) | ritorno (20ª) |
|             |             |                   |               |               |
| 23 ott.     | 1-1         | Ascoli-Juventus   | 0-2           | 5 mar.        |
| 23 ott.     | 0-3         | Cesena-Fiorentina | 1-4           | 5 mar.        |
| 23 ott.     | 1-0         | Como-Bologna      | 0-1           | 5 mar.        |
| 23 ott.     | 0-0         | Milan-Lazio       | 1-1           | 5 mar.        |
| 23 ott.     | 8-2         | Napoli-Pescara    | 0-0           | 5 mar.        |
| 23 ott.     | 1-1         | Pisa-Sampdoria    | 0-2           | 5 mar.        |
| 23 ott.     | 1-1         | Roma-Lecce        | 0-0           | 5 mar.        |
| 23 ott.     | 1-1         | Torino-Atalanta   | 0-1           | 5 mar.        |
| 23 ott.     | 0-0         | Verona-Inter      | 0-1           | 5 mar.        |

| andata (4ª) | andata (4ª) | 4ª giornata       | ritorno (21ª) | ritorno (21ª) |
|             |             |                   |               |               |
| 30 ott.     | 2-0         | Atalanta-Bologna  | 1-1           | 12 mar.       |
| 30 ott.     | 0-1         | Cesena-Napoli     | 0-1           | 12 mar.       |
| 30 ott.     | 2-1         | Fiorentina-Torino | 0-1           | 12 mar.       |
| 30 ott.     | 2-0         | Inter-Roma        | 3-0           | 12 mar.       |
| 30 ott.     | 0-0         | Juventus-Milan    | 0-4           | 12 mar.       |
| 30 ott.     | 1-1         | Lazio-Como        | 1-2           | 12 mar.       |
| 30 ott.     | 1-0         | Lecce-Pisa        | 1-1           | 12 mar.       |
| 30 ott.     | 0-0         | Pescara-Verona    | 0-0           | 12 mar.       |
| 30 ott.     | 1-0         | Sampdoria-Ascoli  | 2-2           | 12 mar.       |

| andata (3ª) | andata (3ª) | 3ª giornata       | ritorno (20ª) | ritorno (20ª) |
|             |             |                   |               |               |
| 23 ott.     | 1-1         | Ascoli-Juventus   | 0-2           | 5 mar.        |
| 23 ott.     | 0-3         | Cesena-Fiorentina | 1-4           | 5 mar.        |
| 23 ott.     | 1-0         | Como-Bologna      | 0-1           | 5 mar.        |
| 23 ott.     | 0-0         | Milan-Lazio       | 1-1           | 5 mar.        |
| 23 ott.     | 8-2         | Napoli-Pescara    | 0-0           | 5 mar.        |
| 23 ott.     | 1-1         | Pisa-Sampdoria    | 0-2           | 5 mar.        |
| 23 ott.     | 1-1         | Roma-Lecce        | 0-0           | 5 mar.        |
| 23 ott.     | 1-1         | Torino-Atalanta   | 0-1           | 5 mar.        |
| 23 ott.     | 0-0         | Verona-Inter      | 0-1           | 5 mar.        |

| andata (4ª) | andata (4ª) | 4ª giornata       | ritorno (21ª) | ritorno (21ª) |
|             |             |                   |               |               |
| 30 ott.     | 2-0         | Atalanta-Bologna  | 1-1           | 12 mar.       |
| 30 ott.     | 0-1         | Cesena-Napoli     | 0-1           | 12 mar.       |
| 30 ott.     | 2-1         | Fiorentina-Torino | 0-1           | 12 mar.       |
| 30 ott.     | 2-0         | Inter-Roma        | 3-0           | 12 mar.       |
| 30 ott.     | 0-0         | Juventus-Milan    | 0-4           | 12 mar.       |
| 30 ott.     | 1-1         | Lazio-Como        | 1-2           | 12 mar.       |
| 30 ott.     | 1-0         | Lecce-Pisa        | 1-1           | 12 mar.       |
| 30 ott.     | 0-0         | Pescara-Verona    | 0-0           | 12 mar.       |
| 30 ott.     | 1-0         | Sampdoria-Ascoli  | 2-2           | 12 mar.       |

| andata (5ª) | andata (5ª) | 5ª giornata         | ritorno (22ª) | ritorno (22ª) |
|             |             |                     |               |               |
| 6 nov.      | 0-1         | Ascoli-Pescara      | 0-0           | 19 mar.       |
| 6 nov.      | 3-4         | Bologna-Juventus    | 0-2           | 19 mar.       |
| 6 nov.      | 2-1         | Como-Lecce          | 0-0           | 19 mar.       |
| 6 nov.      | 1-1         | Fiorentina-Atalanta | 1-0           | 19 mar.       |
| 6 nov.      | 1-0         | Inter-Sampdoria     | 1-0           | 19 mar.       |
| 6 nov.      | 1-1         | Napoli-Lazio        | 1-1           | 19 mar.       |
| 6 nov.      | 2-1         | Roma-Pisa           | 0-1           | 19 mar.       |
| 6 nov.      | 2-0         | Torino-Cesena       | 2-3           | 19 mar.       |
| 6 nov.      | 1-2         | Verona-Milan        | 1-1           | 19 mar.       |

| andata (6ª) | andata (6ª) | 6ª giornata       | ritorno (23ª) | ritorno (23ª) |
|             |             |                   |               |               |
| 20 nov.     | 1-1         | Cesena-Roma       | 0-1           | 2 apr.        |
| 20 nov.     | 1-2         | Como-Inter        | 0-4           | 2 apr.        |
| 20 nov.     | 3-5         | Juventus-Napoli   | 4-2           | 2 apr.        |
| 20 nov.     | 3-1         | Lazio-Verona      | 0-0           | 2 apr.        |
| 20 nov.     | 1-2         | Lecce-Ascoli      | 1-1           | 2 apr.        |
| 20 nov.     | 1-2         | Milan-Atalanta    | 2-1           | 2 apr.        |
| 20 nov.     | 2-0         | Pescara-Torino    | 1-1           | 2 apr.        |
| 20 nov.     | 0-0         | Pisa-Fiorentina   | 0-3           | 2 apr.        |
| 20 nov.     | 4-1         | Sampdoria-Bologna | 0-0           | 2 apr.        |

| andata (5ª) | andata (5ª) | 5ª giornata         | ritorno (22ª) | ritorno (22ª) |
|             |             |                     |               |               |
| 6 nov.      | 0-1         | Ascoli-Pescara      | 0-0           | 19 mar.       |
| 6 nov.      | 3-4         | Bologna-Juventus    | 0-2           | 19 mar.       |
| 6 nov.      | 2-1         | Como-Lecce          | 0-0           | 19 mar.       |
| 6 nov.      | 1-1         | Fiorentina-Atalanta | 1-0           | 19 mar.       |
| 6 nov.      | 1-0         | Inter-Sampdoria     | 1-0           | 19 mar.       |
| 6 nov.      | 1-1         | Napoli-Lazio        | 1-1           | 19 mar.       |
| 6 nov.      | 2-1         | Roma-Pisa           | 0-1           | 19 mar.       |
| 6 nov.      | 2-0         | Torino-Cesena       | 2-3           | 19 mar.       |
| 6 nov.      | 1-2         | Verona-Milan        | 1-1           | 19 mar.       |

| andata (6ª) | andata (6ª) | 6ª giornata       | ritorno (23ª) | ritorno (23ª) |
|             |             |                   |               |               |
| 20 nov.     | 1-1         | Cesena-Roma       | 0-1           | 2 apr.        |
| 20 nov.     | 1-2         | Como-Inter        | 0-4           | 2 apr.        |
| 20 nov.     | 3-5         | Juventus-Napoli   | 4-2           | 2 apr.        |
| 20 nov.     | 3-1         | Lazio-Verona      | 0-0           | 2 apr.        |
| 20 nov.     | 1-2         | Lecce-Ascoli      | 1-1           | 2 apr.        |
| 20 nov.     | 1-2         | Milan-Atalanta    | 2-1           | 2 apr.        |
| 20 nov.     | 2-0         | Pescara-Torino    | 1-1           | 2 apr.        |
| 20 nov.     | 0-0         | Pisa-Fiorentina   | 0-3           | 2 apr.        |
| 20 nov.     | 4-1         | Sampdoria-Bologna | 0-0           | 2 apr.        |

| andata (7ª) | andata (7ª) | 7ª giornata          | ritorno (24ª) | ritorno (24ª) |
|             |             |                      |               |               |
| 27 nov.     | 0-1         | Ascoli-Pisa          | 0-0           | 9 apr.        |
| 27 nov.     | 0-0         | Atalanta-Pescara     | 1-1           | 9 apr.        |
| 27 nov.     | 0-0         | Bologna-Lazio        | 0-0           | 9 apr.        |
| 27 nov.     | 0-2         | Fiorentina-Sampdoria | 2-1           | 9 apr.        |
| 27 nov.     | 1-0         | Inter-Cesena         | 2-1           | 9 apr.        |
| 27 nov.     | 1-0         | Juventus-Lecce       | 0-2           | 9 apr.        |
| 27 nov.     | 4-1         | Napoli-Milan         | 0-0           | 9 apr.        |
| 27 nov.     | 1-3         | Roma-Torino          | 1-3           | 9 apr.        |
| 27 nov.     | 0-0         | Verona-Como          | 1-1           | 9 apr.        |

| andata (8ª) | andata (8ª) | 8ª giornata       | ritorno (25ª) | ritorno (25ª) |
|             |             |                   |               |               |
| 4 dic.      | 2-0         | Cesena-Bologna    | 2-2           | 16 apr.       |
| 4 dic.      | 0-1         | Como-Ascoli       | 0-2           | 16 apr.       |
| 4 dic.      | 0-1         | Lazio-Atalanta    | 1-3           | 16 apr.       |
| 4 dic.      | 2-0         | Milan-Lecce       | 1-1           | 16 apr.       |
| 4 dic.      | 2-0         | Napoli-Fiorentina | 3-1           | 16 apr.       |
| 4 dic.      | 0-2         | Pescara-Inter     | 1-2           | 16 apr.       |
| 4 dic.      | 1-4         | Pisa-Juventus     | 1-3           | 16 apr.       |
| 4 dic.      | 0-2         | Sampdoria-Roma    | 0-1           | 16 apr.       |
| 4 dic.      | 1-1         | Torino-Verona     | 0-0           | 16 apr.       |

| andata (7ª) | andata (7ª) | 7ª giornata          | ritorno (24ª) | ritorno (24ª) |
|             |             |                      |               |               |
| 27 nov.     | 0-1         | Ascoli-Pisa          | 0-0           | 9 apr.        |
| 27 nov.     | 0-0         | Atalanta-Pescara     | 1-1           | 9 apr.        |
| 27 nov.     | 0-0         | Bologna-Lazio        | 0-0           | 9 apr.        |
| 27 nov.     | 0-2         | Fiorentina-Sampdoria | 2-1           | 9 apr.        |
| 27 nov.     | 1-0         | Inter-Cesena         | 2-1           | 9 apr.        |
| 27 nov.     | 1-0         | Juventus-Lecce       | 0-2           | 9 apr.        |
| 27 nov.     | 4-1         | Napoli-Milan         | 0-0           | 9 apr.        |
| 27 nov.     | 1-3         | Roma-Torino          | 1-3           | 9 apr.        |
| 27 nov.     | 0-0         | Verona-Como          | 1-1           | 9 apr.        |

| andata (8ª) | andata (8ª) | 8ª giornata       | ritorno (25ª) | ritorno (25ª) |
|             |             |                   |               |               |
| 4 dic.      | 2-0         | Cesena-Bologna    | 2-2           | 16 apr.       |
| 4 dic.      | 0-1         | Como-Ascoli       | 0-2           | 16 apr.       |
| 4 dic.      | 0-1         | Lazio-Atalanta    | 1-3           | 16 apr.       |
| 4 dic.      | 2-0         | Milan-Lecce       | 1-1           | 16 apr.       |
| 4 dic.      | 2-0         | Napoli-Fiorentina | 3-1           | 16 apr.       |
| 4 dic.      | 0-2         | Pescara-Inter     | 1-2           | 16 apr.       |
| 4 dic.      | 1-4         | Pisa-Juventus     | 1-3           | 16 apr.       |
| 4 dic.      | 0-2         | Sampdoria-Roma    | 0-1           | 16 apr.       |
| 4 dic.      | 1-1         | Torino-Verona     | 0-0           | 16 apr.       |

| andata (9ª) | andata (9ª) | 9ª giornata        | ritorno (26ª) | ritorno (26ª) |
|             |             |                    |               |               |
| 11 dic.     | 1-1         | Ascoli-Cesena      | 1-2           | 30 apr.       |
| 11 dic.     | 1-0         | Atalanta-Pisa      | 1-0           | 30 apr.       |
| 11 dic.     | 2-0         | Bologna-Torino     | 1-1           | 30 apr.       |
| 11 dic.     | 3-2         | Fiorentina-Pescara | 0-0           | 30 apr.       |
| 11 dic.     | 0-0         | Juventus-Sampdoria | 2-1           | 30 apr.       |
| 11 dic.     | 1-0         | Lecce-Lazio        | 0-0           | 30 apr.       |
| 11 dic.     | 0-1         | Milan-Inter        | 0-0           | 30 apr.       |
| 11 dic.     | 1-0         | Roma-Como          | 1-0           | 30 apr.       |
| 11 dic.     | 0-1         | Verona-Napoli      | 0-1           | 30 apr.       |

| andata (10ª) | andata (10ª) | 10ª giornata    | ritorno (27ª) | ritorno (27ª) |
|              |              |                 |               |               |
| 18 dic.      | 0-3          | Ascoli-Roma     | 1-1           | 7 mag.        |
| 18 dic.      | 0-0          | Cesena-Atalanta | 1-5           | 7 mag.        |
| 18 dic.      | 3-2          | Como-Fiorentina | 1-3           | 7 mag.        |
| 18 dic.      | 1-1          | Inter-Juventus  | 1-1           | 7 mag.        |
| 18 dic.      | 2-2          | Lazio-Pescara   | 0-0           | 7 mag.        |
| 18 dic.      | 3-1          | Napoli-Bologna  | 1-1           | 7 mag.        |
| 18 dic.      | 1-0          | Pisa-Verona     | 0-1           | 7 mag.        |
| 18 dic.      | 3-0          | Sampdoria-Lecce | 0-1           | 7 mag.        |
| 18 dic.      | 2-2          | Torino-Milan    | 1-2           | 7 mag.        |

| andata (9ª) | andata (9ª) | 9ª giornata        | ritorno (26ª) | ritorno (26ª) |
|             |             |                    |               |               |
| 11 dic.     | 1-1         | Ascoli-Cesena      | 1-2           | 30 apr.       |
| 11 dic.     | 1-0         | Atalanta-Pisa      | 1-0           | 30 apr.       |
| 11 dic.     | 2-0         | Bologna-Torino     | 1-1           | 30 apr.       |
| 11 dic.     | 3-2         | Fiorentina-Pescara | 0-0           | 30 apr.       |
| 11 dic.     | 0-0         | Juventus-Sampdoria | 2-1           | 30 apr.       |
| 11 dic.     | 1-0         | Lecce-Lazio        | 0-0           | 30 apr.       |
| 11 dic.     | 0-1         | Milan-Inter        | 0-0           | 30 apr.       |
| 11 dic.     | 1-0         | Roma-Como          | 1-0           | 30 apr.       |
| 11 dic.     | 0-1         | Verona-Napoli      | 0-1           | 30 apr.       |

| andata (10ª) | andata (10ª) | 10ª giornata    | ritorno (27ª) | ritorno (27ª) |
|              |              |                 |               |               |
| 18 dic.      | 0-3          | Ascoli-Roma     | 1-1           | 7 mag.        |
| 18 dic.      | 0-0          | Cesena-Atalanta | 1-5           | 7 mag.        |
| 18 dic.      | 3-2          | Como-Fiorentina | 1-3           | 7 mag.        |
| 18 dic.      | 1-1          | Inter-Juventus  | 1-1           | 7 mag.        |
| 18 dic.      | 2-2          | Lazio-Pescara   | 0-0           | 7 mag.        |
| 18 dic.      | 3-1          | Napoli-Bologna  | 1-1           | 7 mag.        |
| 18 dic.      | 1-0          | Pisa-Verona     | 0-1           | 7 mag.        |
| 18 dic.      | 3-0          | Sampdoria-Lecce | 0-1           | 7 mag.        |
| 18 dic.      | 2-2          | Torino-Milan    | 1-2           | 7 mag.        |

| andata (11ª) | andata (11ª) | 11ª giornata      | ritorno (28ª) | ritorno (28ª) |
|              |              |                   |               |               |
| 31 dic.      | 1-1          | Atalanta-Como     | 0-1           | 14 mag.       |
| 31 dic.      | 1-0          | Bologna-Ascoli    | 0-1           | 14 mag.       |
| 31 dic.      | 1-0          | Juventus-Torino   | 0-0           | 14 mag.       |
| 31 dic.      | 0-3          | Lecce-Inter       | 0-2           | 14 mag.       |
| 31 dic.      | 0-0          | Milan-Sampdoria   | 1-1           | 14 mag.       |
| 31 dic.      | 3-0          | Pescara-Cesena    | 0-1           | 14 mag.       |
| 31 dic.      | 1-1          | Pisa-Lazio        | 0-1           | 14 mag.       |
| 31 dic.      | 1-0          | Roma-Napoli       | 1-1           | 13 mag.       |
| 31 dic.      | 2-1          | Verona-Fiorentina | 1-1           | 14 mag.       |

| andata (12ª) | andata (12ª) | 12ª giornata       | ritorno (29ª) | ritorno (29ª) |
|              |              |                    |               |               |
| 8 gen.       | 3-0          | Ascoli-Verona      | 1-0           | 21 mag.       |
| 8 gen.       | 1-0          | Cesena-Milan       | 0-0           | 21 mag.       |
| 8 gen.       | 1-1          | Como-Pisa          | 1-3           | 21 mag.       |
| 8 gen.       | 3-0          | Fiorentina-Lazio   | 0-1           | 21 mag.       |
| 8 gen.       | 1-0          | Inter-Bologna      | 6-0           | 21 mag.       |
| 8 gen.       | 1-0          | Lecce-Pescara      | 1-1           | 21 mag.       |
| 8 gen.       | 1-3          | Roma-Juventus      | 1-2           | 21 mag.       |
| 8 gen.       | 1-1          | Sampdoria-Atalanta | 0-1           | 21 mag.       |
| 8 gen.       | 0-1          | Torino-Napoli      | 1-4           | 21 mag.       |

| andata (11ª) | andata (11ª) | 11ª giornata      | ritorno (28ª) | ritorno (28ª) |
|              |              |                   |               |               |
| 31 dic.      | 1-1          | Atalanta-Como     | 0-1           | 14 mag.       |
| 31 dic.      | 1-0          | Bologna-Ascoli    | 0-1           | 14 mag.       |
| 31 dic.      | 1-0          | Juventus-Torino   | 0-0           | 14 mag.       |
| 31 dic.      | 0-3          | Lecce-Inter       | 0-2           | 14 mag.       |
| 31 dic.      | 0-0          | Milan-Sampdoria   | 1-1           | 14 mag.       |
| 31 dic.      | 3-0          | Pescara-Cesena    | 0-1           | 14 mag.       |
| 31 dic.      | 1-1          | Pisa-Lazio        | 0-1           | 14 mag.       |
| 31 dic.      | 1-0          | Roma-Napoli       | 1-1           | 13 mag.       |
| 31 dic.      | 2-1          | Verona-Fiorentina | 1-1           | 14 mag.       |

| andata (12ª) | andata (12ª) | 12ª giornata       | ritorno (29ª) | ritorno (29ª) |
|              |              |                    |               |               |
| 8 gen.       | 3-0          | Ascoli-Verona      | 1-0           | 21 mag.       |
| 8 gen.       | 1-0          | Cesena-Milan       | 0-0           | 21 mag.       |
| 8 gen.       | 1-1          | Como-Pisa          | 1-3           | 21 mag.       |
| 8 gen.       | 3-0          | Fiorentina-Lazio   | 0-1           | 21 mag.       |
| 8 gen.       | 1-0          | Inter-Bologna      | 6-0           | 21 mag.       |
| 8 gen.       | 1-0          | Lecce-Pescara      | 1-1           | 21 mag.       |
| 8 gen.       | 1-3          | Roma-Juventus      | 1-2           | 21 mag.       |
| 8 gen.       | 1-1          | Sampdoria-Atalanta | 0-1           | 21 mag.       |
| 8 gen.       | 0-1          | Torino-Napoli      | 1-4           | 21 mag.       |

| andata (13ª) | andata (13ª) | 13ª giornata        | ritorno (30ª) | ritorno (30ª) |
|              |              |                     |               |               |
| 15 gen.      | 1-0          | Atalanta-Ascoli     | 1-3           | 28 mag.       |
| 15 gen.      | 2-1          | Bologna-Lecce       | 1-1           | 28 mag.       |
| 15 gen.      | 2-1          | Fiorentina-Juventus | 1-1           | 28 mag.       |
| 15 gen.      | 1-0          | Lazio-Roma          | 0-0           | 28 mag.       |
| 15 gen.      | 4-0          | Milan-Como          | 1-1           | 28 mag.       |
| 15 gen.      | 0-0          | Napoli-Inter        | 1-2           | 28 mag.       |
| 15 gen.      | 0-1          | Pescara-Sampdoria   | 1-4           | 28 mag.       |
| 15 gen.      | 0-0          | Torino-Pisa         | 0-1           | 28 mag.       |
| 15 gen.      | 0-0          | Verona-Cesena       | 0-0           | 28 mag.       |

| andata (14ª) | andata (14ª) | 14ª giornata      | ritorno (31ª) | ritorno (31ª) |
|              |              |                   |               |               |
| 22 gen.      | 1-0          | Ascoli-Torino     | 1-1           | 4 giu.        |
| 22 gen.      | 0-0          | Bologna-Verona    | 0-0           | 4 giu.        |
| 22 gen.      | 1-0          | Como-Pescara      | 1-1           | 4 giu.        |
| 22 gen.      | 1-0          | Inter-Lazio       | 3-1           | 4 giu.        |
| 22 gen.      | 0-1          | Juventus-Atalanta | 0-0           | 4 giu.        |
| 22 gen.      | 0-0          | Lecce-Fiorentina  | 1-1           | 4 giu.        |
| 22 gen.      | 1-0          | Pisa-Cesena       | 0-1           | 4 giu.        |
| 22 gen.      | 1-3          | Roma-Milan        | 1-4           | 4 giu.        |
| 22 gen.      | 0-0          | Sampdoria-Napoli  | 1-1           | 4 giu.        |

| andata (13ª) | andata (13ª) | 13ª giornata        | ritorno (30ª) | ritorno (30ª) |
|              |              |                     |               |               |
| 15 gen.      | 1-0          | Atalanta-Ascoli     | 1-3           | 28 mag.       |
| 15 gen.      | 2-1          | Bologna-Lecce       | 1-1           | 28 mag.       |
| 15 gen.      | 2-1          | Fiorentina-Juventus | 1-1           | 28 mag.       |
| 15 gen.      | 1-0          | Lazio-Roma          | 0-0           | 28 mag.       |
| 15 gen.      | 4-0          | Milan-Como          | 1-1           | 28 mag.       |
| 15 gen.      | 0-0          | Napoli-Inter        | 1-2           | 28 mag.       |
| 15 gen.      | 0-1          | Pescara-Sampdoria   | 1-4           | 28 mag.       |
| 15 gen.      | 0-0          | Torino-Pisa         | 0-1           | 28 mag.       |
| 15 gen.      | 0-0          | Verona-Cesena       | 0-0           | 28 mag.       |

| andata (14ª) | andata (14ª) | 14ª giornata      | ritorno (31ª) | ritorno (31ª) |
|              |              |                   |               |               |
| 22 gen.      | 1-0          | Ascoli-Torino     | 1-1           | 4 giu.        |
| 22 gen.      | 0-0          | Bologna-Verona    | 0-0           | 4 giu.        |
| 22 gen.      | 1-0          | Como-Pescara      | 1-1           | 4 giu.        |
| 22 gen.      | 1-0          | Inter-Lazio       | 3-1           | 4 giu.        |
| 22 gen.      | 0-1          | Juventus-Atalanta | 0-0           | 4 giu.        |
| 22 gen.      | 0-0          | Lecce-Fiorentina  | 1-1           | 4 giu.        |
| 22 gen.      | 1-0          | Pisa-Cesena       | 0-1           | 4 giu.        |
| 22 gen.      | 1-3          | Roma-Milan        | 1-4           | 4 giu.        |
| 22 gen.      | 0-0          | Sampdoria-Napoli  | 1-1           | 4 giu.        |

| andata (15ª) | andata (15ª) | 15ª giornata     | ritorno (32ª) | ritorno (32ª) |
|              |              |                  |               |               |
| 29 gen.      | 1-1          | Atalanta-Inter   | 2-4           | 11 giu.       |
| 29 gen.      | 3-2          | Cesena-Lecce     | 0-0           | 11 giu.       |
| 29 gen.      | 2-2          | Fiorentina-Roma  | 1-2           | 11 giu.       |
| 29 gen.      | 0-0          | Lazio-Juventus   | 2-4           | 11 giu.       |
| 29 gen.      | 0-0          | Milan-Pisa       | 2-0           | 11 giu.       |
| 29 gen.      | 4-1          | Napoli-Ascoli    | 0-2           | 11 giu.       |
| 29 gen.      | 3-1          | Pescara-Bologna  | 0-1           | 11 giu.       |
| 29 gen.      | 2-1          | Torino-Como      | 3-2           | 11 giu.       |
| 29 gen.      | 1-1          | Verona-Sampdoria | 1-2           | 11 giu.       |

| andata (16ª) | andata (16ª) | 16ª giornata       | ritorno (33ª) | ritorno (33ª) |
|              |              |                    |               |               |
| 5 feb.       | 0-2          | Ascoli-Milan       | 1-5           | 18 giu.       |
| 5 feb.       | 1-0          | Bologna-Fiorentina | 0-0           | 18 giu.       |
| 5 feb.       | 0-0          | Como-Cesena        | 0-1           | 18 giu.       |
| 5 feb.       | 2-0          | Inter-Torino       | 0-2           | 18 giu.       |
| 5 feb.       | 1-1          | Juventus-Pescara   | 0-0           | 18 giu.       |
| 5 feb.       | 2-1          | Lecce-Atalanta     | 0-0           | 18 giu.       |
| 5 feb.       | 0-1          | Pisa-Napoli        | 0-0           | 18 giu.       |
| 5 feb.       | 0-0          | Roma-Verona        | 0-0           | 18 giu.       |
| 5 feb.       | 1-0          | Sampdoria-Lazio    | 0-1           | 18 giu.       |

| andata (15ª) | andata (15ª) | 15ª giornata     | ritorno (32ª) | ritorno (32ª) |
|              |              |                  |               |               |
| 29 gen.      | 1-1          | Atalanta-Inter   | 2-4           | 11 giu.       |
| 29 gen.      | 3-2          | Cesena-Lecce     | 0-0           | 11 giu.       |
| 29 gen.      | 2-2          | Fiorentina-Roma  | 1-2           | 11 giu.       |
| 29 gen.      | 0-0          | Lazio-Juventus   | 2-4           | 11 giu.       |
| 29 gen.      | 0-0          | Milan-Pisa       | 2-0           | 11 giu.       |
| 29 gen.      | 4-1          | Napoli-Ascoli    | 0-2           | 11 giu.       |
| 29 gen.      | 3-1          | Pescara-Bologna  | 0-1           | 11 giu.       |
| 29 gen.      | 2-1          | Torino-Como      | 3-2           | 11 giu.       |
| 29 gen.      | 1-1          | Verona-Sampdoria | 1-2           | 11 giu.       |

| andata (16ª) | andata (16ª) | 16ª giornata       | ritorno (33ª) | ritorno (33ª) |
|              |              |                    |               |               |
| 5 feb.       | 0-2          | Ascoli-Milan       | 1-5           | 18 giu.       |
| 5 feb.       | 1-0          | Bologna-Fiorentina | 0-0           | 18 giu.       |
| 5 feb.       | 0-0          | Como-Cesena        | 0-1           | 18 giu.       |
| 5 feb.       | 2-0          | Inter-Torino       | 0-2           | 18 giu.       |
| 5 feb.       | 1-1          | Juventus-Pescara   | 0-0           | 18 giu.       |
| 5 feb.       | 2-1          | Lecce-Atalanta     | 0-0           | 18 giu.       |
| 5 feb.       | 0-1          | Pisa-Napoli        | 0-0           | 18 giu.       |
| 5 feb.       | 0-0          | Roma-Verona        | 0-0           | 18 giu.       |
| 5 feb.       | 1-0          | Sampdoria-Lazio    | 0-1           | 18 giu.       |

| \| andata (17ª) \| andata (17ª) \| 17ª giornata \| ritorno (34ª) \| ritorno (34ª) \| \| \| \| \| \| \| \| 12 feb. \| 2-2 \| Atalanta-Roma \| 1-2 \| 25 giu. \| \| 12 feb. \| 0-0 \| Cesena-Sampdoria[16] \| 0-2 \| 25 giu. \| \| 12 feb. \| 4-3 \| Fiorentina-Inter \| 0-2 \| 25 giu. \| \| 12 feb. \| 0-0 \| Lazio-Ascoli \| 0-0 \| 25 giu. \| \| 12 feb. \| 1-1 \| Milan-Bologna \| 4-1 \| 25 giu. \| \| 12 feb. \| 3-2 \| Napoli-Como \| 1-0 \| 25 giu. \| \| 12 feb. \| 0-0 \| Pescara-Pisa \| 1-1 \| 25 giu. \| \| 12 feb. \| 0-0 \| Torino-Lecce \| 1-3 \| 25 giu. \| \| 12 feb. \| 2-0 \| Verona-Juventus \| 0-3 \| 25 giu. \| |              |                  |               |               |
| andata (17ª) | andata (17ª) | 17ª giornata     | ritorno (34ª) | ritorno (34ª) |
| |              |                  |               |               |
| 12 feb. | 2-2          | Atalanta-Roma    | 1-2           | 25 giu.       |
| 12 feb. | 0-0          | Cesena-Sampdoria | 0-2           | 25 giu.       |
| 12 feb. | 4-3          | Fiorentina-Inter | 0-2           | 25 giu.       |
| 12 feb. | 0-0          | Lazio-Ascoli     | 0-0           | 25 giu.       |
| 12 feb. | 1-1          | Milan-Bologna    | 4-1           | 25 giu.       |
| 12 feb. | 3-2          | Napoli-Como      | 1-0           | 25 giu.       |
| 12 feb. | 0-0          | Pescara-Pisa     | 1-1           | 25 giu.       |
| 12 feb. | 0-0          | Torino-Lecce     | 1-3           | 25 giu.       |
| 12 feb. | 2-0          | Verona-Juventus  | 0-3           | 25 giu.       |

| andata (17ª) | andata (17ª) | 17ª giornata     | ritorno (34ª) | ritorno (34ª) |
|              |              |                  |               |               |
| 12 feb.      | 2-2          | Atalanta-Roma    | 1-2           | 25 giu.       |
| 12 feb.      | 0-0          | Cesena-Sampdoria | 0-2           | 25 giu.       |
| 12 feb.      | 4-3          | Fiorentina-Inter | 0-2           | 25 giu.       |
| 12 feb.      | 0-0          | Lazio-Ascoli     | 0-0           | 25 giu.       |
| 12 feb.      | 1-1          | Milan-Bologna    | 4-1           | 25 giu.       |
| 12 feb.      | 3-2          | Napoli-Como      | 1-0           | 25 giu.       |
| 12 feb.      | 0-0          | Pescara-Pisa     | 1-1           | 25 giu.       |
| 12 feb.      | 0-0          | Torino-Lecce     | 1-3           | 25 giu.       |
| 12 feb.      | 2-0          | Verona-Juventus  | 0-3           | 25 giu.       |

## Spareggi

### Spareggio per l'ammissione in Coppa UEFA
Fonti
|      | Risultati |            | Luogo e data            |
| ---- | --------- | ---------- | ----------------------- |
| Roma | 0-1       | Fiorentina | Perugia, 30 giugno 1989 |
|      |           |            |                         |

## Statistiche

### Squadre

#### Capoliste solitarie
|    | —— | —— | —— | ——    | —— | —— | —— | —— | ——  | ——  | ——  | ——  | ——  | ——  | ——  | ——  | ——  | ——  | ——  | ——  | ——  | ——  | ——  | ——  | ——  | ——  | ——  | ——  | ——  | ——  | ——  | ——  | ——  | —— |  |
|    |    |    |    | Inter |    |    |    |    |     |     |     |     |     |     |     |     |     |     |     |     |     |     |     |     |     |     |     |     |     |     |     |     |     |    |  |
|    |    |    |    |       |    |    |    |    |     |     |     |     |     |     |     |     |     |     |     |     |     |     |     |     |     |     |     |     |     |     |     |     |     |    |  |
|    |    |    |    |       |    |    |    |    |     |     |     |     |     |     |     |     |     |     |     |     |     |     |     |     |     |     |     |     |     |     |     |     |     |    |  |
| 1ª | 2ª | 3ª | 4ª | 5ª    | 6ª | 7ª | 8ª | 9ª | 10ª | 11ª | 12ª | 13ª | 14ª | 15ª | 16ª | 17ª | 18ª | 19ª | 20ª | 21ª | 22ª | 23ª | 24ª | 25ª | 26ª | 27ª | 28ª | 29ª | 30ª | 31ª | 32ª | 33ª | 34ª |    |  |

#### Classifica in divenire
|            | 1ª | 2ª | 3ª | 4ª | 5ª | 6ª | 7ª | 8ª | 9ª | 10ª | 11ª | 12ª | 13ª | 14ª | 15ª | 16ª | 17ª | 18ª | 19ª | 20ª | 21ª | 22ª | 23ª | 24ª | 25ª | 26ª | 27ª | 28ª | 29ª | 30ª | 31ª | 32ª | 33ª | 34ª |
|            |    |    |    |    |    |    |    |    |    |     |     |     |     |     |     |     |     |     |     |     |     |     |     |     |     |     |     |     |     |     |     |     |     |     |
| ---------- | -- | -- | -- | -- | -- | -- | -- | -- | -- | --- | --- | --- | --- | --- | --- | --- | --- | --- | --- | --- | --- | --- | --- | --- | --- | --- | --- | --- | --- | --- | --- | --- | --- | --- |
| Ascoli     | 0  | 0  | 1  | 1  | 1  | 3  | 3  | 5  | 6  | 6   | 6   | 8   | 8   | 10  | 10  | 10  | 11  | 11  | 12  | 12  | 13  | 14  | 15  | 16  | 18  | 18  | 19  | 21  | 23  | 25  | 26  | 28  | 28  | 29  |
| Atalanta   | 0  | 1  | 2  | 4  | 5  | 7  | 8  | 10 | 12 | 13  | 14  | 15  | 17  | 19  | 20  | 20  | 21  | 22  | 22  | 24  | 25  | 25  | 25  | 26  | 28  | 30  | 32  | 32  | 34  | 34  | 35  | 35  | 36  | 36  |
| Bologna    | 2  | 2  | 2  | 2  | 2  | 2  | 3  | 3  | 5  | 5   | 7   | 7   | 9   | 10  | 10  | 12  | 13  | 15  | 16  | 18  | 19  | 19  | 20  | 21  | 22  | 23  | 24  | 24  | 24  | 25  | 26  | 28  | 29  | 29  |
| Cesena     | 1  | 2  | 2  | 2  | 2  | 3  | 3  | 5  | 6  | 7   | 7   | 9   | 10  | 10  | 12  | 13  | 14  | 15  | 15  | 15  | 15  | 17  | 17  | 17  | 18  | 20  | 20  | 22  | 23  | 24  | 26  | 27  | 29  | 29  |
| Como       | 0  | 0  | 2  | 3  | 5  | 5  | 6  | 6  | 6  | 8   | 9   | 10  | 10  | 12  | 12  | 13  | 13  | 14  | 14  | 14  | 16  | 17  | 17  | 18  | 18  | 18  | 18  | 20  | 20  | 21  | 22  | 22  | 22  | 22  |
| Fiorentina | 0  | 2  | 4  | 6  | 7  | 8  | 8  | 8  | 10 | 10  | 10  | 12  | 14  | 15  | 16  | 16  | 18  | 18  | 19  | 21  | 21  | 23  | 25  | 27  | 27  | 28  | 30  | 31  | 31  | 32  | 33  | 33  | 34  | 34  |
| Inter      | 2  | 4  | 5  | 7  | 9  | 11 | 13 | 15 | 17 | 18  | 20  | 22  | 23  | 25  | 26  | 28  | 28  | 30  | 32  | 34  | 36  | 38  | 40  | 42  | 44  | 45  | 46  | 48  | 50  | 52  | 54  | 56  | 56  | 58  |
| Juventus   | 2  | 3  | 4  | 5  | 7  | 7  | 9  | 11 | 12 | 13  | 15  | 17  | 17  | 17  | 18  | 19  | 19  | 20  | 22  | 24  | 24  | 26  | 28  | 28  | 30  | 32  | 33  | 34  | 36  | 37  | 38  | 40  | 41  | 43  |
| Lazio      | 1  | 2  | 3  | 4  | 5  | 7  | 8  | 8  | 8  | 9   | 10  | 10  | 12  | 12  | 13  | 13  | 14  | 15  | 15  | 16  | 16  | 17  | 18  | 19  | 19  | 20  | 21  | 23  | 25  | 26  | 26  | 26  | 28  | 29  |
| Lecce      | 0  | 2  | 3  | 5  | 5  | 5  | 5  | 5  | 7  | 7   | 7   | 9   | 9   | 10  | 10  | 12  | 13  | 14  | 14  | 15  | 16  | 17  | 18  | 20  | 21  | 22  | 24  | 24  | 25  | 26  | 27  | 28  | 29  | 31  |
| Milan      | 2  | 4  | 5  | 6  | 8  | 8  | 8  | 10 | 10 | 11  | 12  | 12  | 14  | 16  | 17  | 19  | 20  | 22  | 24  | 25  | 27  | 28  | 30  | 31  | 32  | 33  | 35  | 36  | 37  | 38  | 40  | 42  | 44  | 46  |
| Napoli     | 2  | 2  | 4  | 6  | 7  | 9  | 11 | 13 | 15 | 17  | 17  | 19  | 20  | 21  | 23  | 25  | 27  | 28  | 30  | 31  | 33  | 34  | 34  | 35  | 37  | 39  | 40  | 41  | 43  | 43  | 44  | 44  | 45  | 47  |
| Pescara    | 1  | 1  | 1  | 2  | 4  | 6  | 7  | 7  | 7  | 8   | 10  | 10  | 10  | 10  | 12  | 13  | 14  | 16  | 16  | 17  | 18  | 19  | 20  | 21  | 21  | 22  | 23  | 23  | 24  | 24  | 25  | 25  | 26  | 27  |
| Pisa       | 0  | 0  | 1  | 1  | 1  | 2  | 4  | 4  | 4  | 6   | 7   | 8   | 9   | 11  | 12  | 12  | 13  | 13  | 13  | 13  | 14  | 16  | 16  | 17  | 17  | 17  | 17  | 17  | 19  | 21  | 21  | 21  | 22  | 23  |
| Roma       | 1  | 3  | 4  | 4  | 6  | 7  | 7  | 9  | 11 | 13  | 15  | 15  | 15  | 15  | 16  | 17  | 18  | 18  | 19  | 20  | 20  | 20  | 22  | 22  | 24  | 26  | 27  | 28  | 28  | 29  | 29  | 31  | 32  | 34  |
| Sampdoria  | 2  | 4  | 5  | 7  | 7  | 9  | 11 | 11 | 12 | 14  | 15  | 16  | 18  | 19  | 20  | 22  | 23  | 25  | 27  | 29  | 30  | 30  | 31  | 31  | 31  | 31  | 31  | 32  | 32  | 34  | 35  | 37  | 37  | 39  |
| Torino     | 0  | 1  | 2  | 2  | 4  | 4  | 6  | 7  | 7  | 8   | 8   | 8   | 9   | 9   | 11  | 11  | 12  | 12  | 14  | 14  | 16  | 16  | 17  | 19  | 20  | 21  | 21  | 22  | 22  | 22  | 23  | 25  | 27  | 27  |
| Verona     | 2  | 3  | 4  | 5  | 5  | 5  | 6  | 7  | 7  | 7   | 9   | 9   | 10  | 11  | 12  | 13  | 15  | 16  | 18  | 18  | 19  | 20  | 21  | 22  | 23  | 23  | 25  | 26  | 26  | 27  | 28  | 28  | 29  | 29  |

#### Primati stagionali
Squadre:
- Maggior numero di vittorie: 26 (Inter)
- Minor numero di sconfitte: 2 (Inter)
- Migliore attacco: 67 (Inter)
- Miglior difesa: 19 (Inter)
- Miglior differenza reti: 48 (Inter)
- Maggior numero di pareggi: 19 (Hellas Verona, Lazio)
- Minor numero di pareggi: 6 (Inter)
- Maggior numero di sconfitte: 18 (Como)
- Minor numero di vittorie 5 (Hellas Verona, Lazio, Pescara)
- Peggior attacco: 17 (Pisa)
- Peggior difesa: 49 (Como, Torino)
- Peggior differenza reti: −25 (Como)

Partite:
- Più gol (10):

Napoli-Pescara 8-2
- Maggiore scarto di gol (6):

Bologna-Inter 0-6
Napoli-Pescara 8-2

### Individuali

#### Classifica marcatori
| Gol | Rigori |  | Giocatore           | Squadra    |
| --- | ------ |  | ------------------- | ---------- |
| 22  | 2      |  | Aldo Serena         | Inter      |
| 19  | 1      |  | Careca              | Napoli     |
| 19  | 4      |  | Marco van Basten    | Milan      |
| 15  | 6      |  | Roberto Baggio      | Fiorentina |
| 14  |        |  | Stefano Borgonovo   | Fiorentina |
| 14  | 6      |  | Gianluca Vialli     | Sampdoria  |
| 13  |        |  | Andrea Carnevale    | Napoli     |
| 12  |        |  | Ramón Díaz          | Inter      |
| 12  |        |  | Rui Barros          | Juventus   |
| 11  | 1      |  | Massimo Agostini    | Cesena     |
| 11  |        |  | Müller              | Torino     |
| 10  | 1      |  | Evair               | Atalanta   |
| 10  | 3      |  | Bruno Giordano      | Ascoli     |
| 10  | 3      |  | Pietro Paolo Virdis | Milan      |
| 10  |        |  | Rudi Völler         | Roma       |

### Media spettatori
Media spettatori della Serie A 1988-89: 29.454
| Club       | Pos. | Media  |
| ---------- | ---- | ------ |
| Milan      | 1    | 72.309 |
| Napoli     | 2    | 61.793 |
| Inter      | 3    | 58.175 |
| Roma       | 4    | 34.913 |
| Lazio      | 5    | 32.125 |
| Juventus   | 6    | 30.350 |
| Torino     | 7    | 27.551 |
| Verona     | 8    | 25.234 |
| Atalanta   | 9    | 24.708 |
| Fiorentina | 10   | 24.553 |
| Lecce      | 11   | 22.696 |
| Bologna    | 12   | 22.623 |
| Pescara    | 13   | 21.910 |
| Sampdoria  | 14   | 17.959 |
| Cesena     | 15   | 17.320 |
| Pisa       | 16   | 13.461 |
| Ascoli     | 17   | 12.214 |
| Como       | 18   | 10.279 |